# Crocidura maquassiensis
Crocidura maquassiensis är en däggdjursart som beskrevs av Roberts 1946. Crocidura maquassiensis ingår i släktet Crocidura och familjen näbbmöss. IUCN kategoriserar arten globalt som livskraftig. Inga underarter finns listade i Catalogue of Life.
Arten förekommer i sydöstra Afrika i Zimbabwe, östra Sydafrika och Swaziland. Den föredrar troligen klippiga bergstrakter. Crocidura maquassiensis hittades även i trädgårdar och på gräsmark.